# Powiat iławecki
Powiat iławecki – dawny powiat ze stolicą w Górowie Iławeckim, istniejący na terenie Polski w latach 1945–1958 (de facto do 1961, po przemianowaniu na powiat górowski) na terenie obecnego powiatu bartoszyckiego (województwo warmińsko-mazurskie). Nazwa powiatu pochodzi od miasta Iławka (także Iława Pruska lub Preußisch Eylau, obecnie Bagrationowsk), wcześniejszej siedziby powiatu.
Po II wojnie światowej władze polskie niemal w całości przejęły niemiecki podział administracyjny na obszarze Ziem Odzyskanych. Gdy wytyczona została obecna północna granica Polski początkowo linię tę traktowano jako przybliżoną i nie rozdzielano fizycznie przeciętych nią powiatów i wiosną 1945 roku radziecka administracja wojskowa przekazała Polakom kontrolę nad tymi powiatami w całości, ale już jesienią Stalin nakazał dokonać korekty przebiegu granicy w terenie. Osadników polskich z najbardziej na północ położonych wsi wówczas wysiedlono, a administrację polską zlikwidowano. 6 powiatów zostało przeciętych nową granicą polsko-rosyjską: darkiejmski, frydlądzko-bartoszycki, gierdawski, gołdapski, iławecki i świętomiejski (oraz minimalnie powiat węgorzewski). W związku z tym, na obszarze Polski powstały skrawki powiatów pozbawione siedzib. powiat frydlandzko-bartoszycki przekształcono w powiat bartoszycki, zachowano też (okrojony) powiat gołdapski (Bartoszyce i Gołdap były jedynymi siedzibami powiatów, które znalazły się po stronie polskiej). Powiaty darkiejmski, gierdawski i świętomiejski były początkowo administrowane z sąsiednich powiatów, lecz szybko uległy skomasowaniu. Natomiast powiat iławecki, po utworzeniu nowej siedziby w polskim Górowie Iławeckim, choć mały, był na tyle duży, że przetrwał wstępną kasację zbędnych jednostek administracyjnych, funkcjonując do końca lat 50.
Według podziału administracyjnego z 1 lipca 1952 roku powiat iławecki składał się z 1 miasta, 6 gmin i 47 gromad (wsi):
- miasto Górowo Iławeckie
- gminy: Bukowiec (6 gromad), Galiny (8), Górowo (13), Kandyty (5), Pieszkowo (8) i Wojciechy (7).

Jednostka o nazwie powiat iławecki istniała do końca 1958 roku. Na mocy rozporządzenia Rady Ministrów z 15 grudnia 1958, powiat iławecki przemianowano na powiat górowski z dniem 1 stycznia 1959. Przyczyną zmiany były dążenia do ustalania nazw powiatów od ich siedzib. Powiat górowski (nadal z siedzibą w Górowie) funkcjonował do 30 grudnia 1961, kiedy został zlikwidowany przez przyłączenie jego terenów do powiatu bartoszyckiego. Decyzję o likwidacji powiatu podjęto 10 października 1961 na sesji PPRN w Górowie Iławeckim, natomiast 31 grudnia 1961, w obecności przedstawicieli PWRN w Olsztynie, podpisano protokół zdawczo-odbiorczy. 1 stycznia 1962 zniesiono również Sąd Powiatowy w Górowie Iławeckim.
Powiększony powiat bartoszycki przetrwał aż do reformy administracyjnej w 1975 roku, powracając z dniem 1 stycznia 1999 jako jeden z powiatów nowego województwa warmińsko-mazurskiego.